# HMS Warspite (1913)
HMS Warspite – brytyjski pancernik, drugi z pięciu okrętów typu Queen Elizabeth, służący w Royal Navy w okresie I i II wojny światowej. Zwodowany w listopadzie 1913 roku, do linii wszedł w marcu 1915 roku, już podczas trwania I wojny światowej. Zaprojektowany jako szybki, silnie uzbrojony i opancerzony okręt liniowy, stworzył wraz z siostrzanymi jednostkami jednolity związek taktyczny. Wziął udział w największym starciu morskim tej wojny: bitwie jutlandzkiej, odnosząc podczas niej dość poważne uszkodzenia. Był również obecny podczas internowania Hochseeflotte w listopadzie 1918 roku.
W dwudziestoleciu międzywojennym służył na Atlantyku i Morzu Śródziemnym. W latach 30. przeszedł gruntowną modernizację, która zdecydowanie poprawiła charakterystyki bojowe okrętu. Po wybuchu II wojny światowej wszedł w skład Home Fleet, przyczyniając się walnie do zwycięstwa w drugiej bitwie pod Narwikiem w kwietniu 1940 roku. Wkrótce został przeniesiony na Morze Śródziemne, gdzie odznaczył się w bitwach z włoską Regia Marina, przede wszystkim koło przylądka Stilo i koło przylądka Matapan. W drugiej połowie 1941 roku przeszedł modernizację w Stanach Zjednoczonych. Rok 1942 i część następnego spędził w służbie na Oceanie Indyjskim, by powrócić na Morze Śródziemne przed inwazją na Sycylię. We wrześniu 1943 roku przyjmował na Malcie poddające się włoskie okręty oraz wspierał desant pod Salerno, gdzie odniósł poważne uszkodzenia po eksplozji niemieckiej bomby kierowanej. Podczas operacji Overlord osłaniał ogniem artyleryjskim lądujące oddziały. Ostatni raz uczestniczył w akcji bojowej w listopadzie 1944 roku.
Przesunięty do rezerwy, po zakończeniu wojny został sprzedany na złom. Podczas holowania do stoczni rozbiórkowej wszedł na mieliznę i ostatecznie został rozebrany na miejscu, w latach 1950−1956. Podczas swej długiej służby stał się jednym z najbardziej znanych okrętów Royal Navy, zyskując przydomek „Starej Damy” (The Grand Old Lady).

## Budowa i początki służby
Stępkę pod przyszły HMS „Warspite” położono w HM Dockyard w Devonport 31 października 1912 roku, wodowanie odbyło się 26 listopada 1913 roku. Matką chrzestną okrętu została żona Austena Chamberlaina, zaś nazwę nadano po raz ósmy w historii Royal Navy. Będący promotorem budowy typu Queen Elizabeth ówczesny Pierwszy Lord Admiralicji, Winston Churchill, proponował początkowo nazwę „Richard I”, ale wobec oporu w Admiralicji musiał ustąpić. Herbem pancernika była złota sylwetka XVII-wiecznej armaty na zielonym polu, wokół którego umieszczony był wieniec z dewizą: Belli dura despicio („Gardzę trudami wojny”).
8 marca 1915 roku pierwszym dowódcą „Warspite” mianowano komandora Edwarda Montgomery’ego Phillpottsa. Pancernik opuścił stocznię 22 marca, zaś próby morskie oraz próbne strzelania przeprowadzono 8 i 11 kwietnia tegoż roku. Koszt budowy okrętu, sfinansowanego z programu rozbudowy floty na rok 1912, wyniósł 2 524 148 funtów, co stanowiło równowartość 18 559 kg czystego złota. 13 kwietnia 1915 roku „Warspite” dołączył do Grand Fleet w Scapa Flow. Początkowo wcielono go do 2. Eskadry Pancerników (ang. 2nd Battle Squadron).
16 (według innych źródeł 17) września 1915 roku „Warspite” wszedł na mieliznę, uszkadzając dno. Po zakończeniu remontu, w listopadzie dołączył ponownie do Grand Fleet, tym razem w składzie nowo formowanej 5. Eskadry Pancerników (ang. 5th Battle Squadron), która została utworzona wyłącznie z jednostek typu Queen Elizabeth. 3 grudnia „Warspite” miał kolejny wypadek – podczas ćwiczeń uderzył w rufę siostrzanego okrętu „Barham”, co spowodowało nieznaczne uszkodzenia. Remont, przeprowadzony w macierzystej stoczni w Devonport, trwał do 21 grudnia 1915 roku.

## Opis konstrukcji

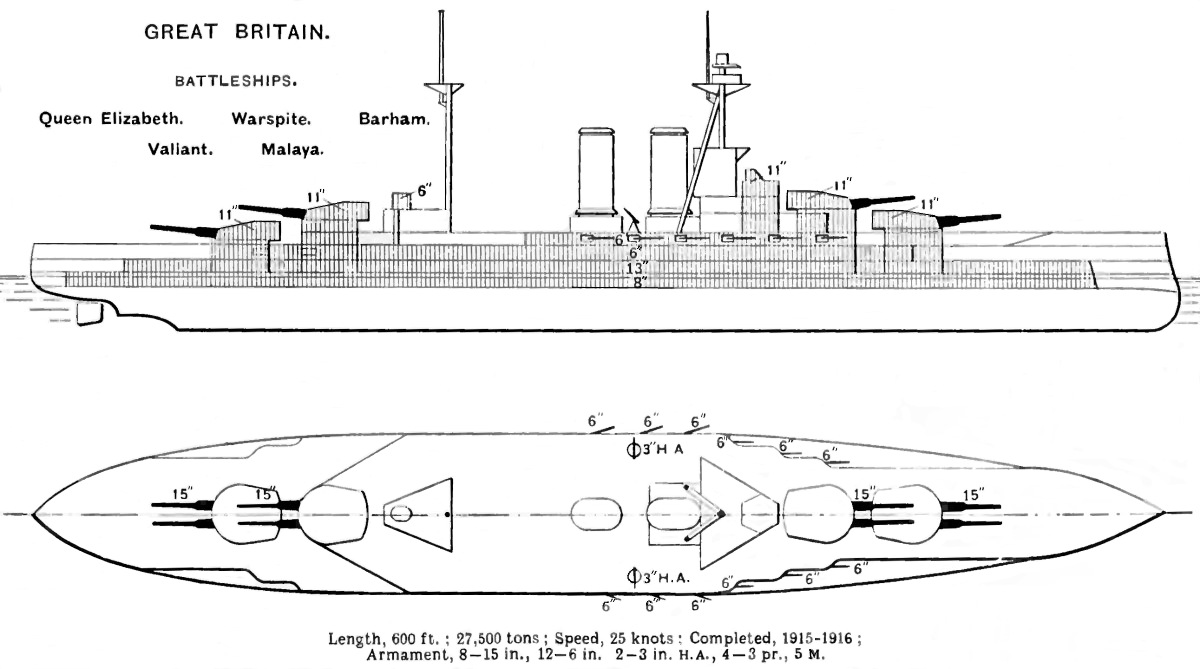
Plan pancerników typu Queen Elizabeth według Brassey's Naval Annual 1923

W chwili wejścia do służby HMS „Warspite” miał kadłub o długości całkowitej 194,9 m (182,9 m między pionami) i szerokości maksymalnej 27,6 m. Wyporność konstrukcyjna wynosiła według projektu 27 500 ton angielskich (ts), zaś faktyczna pełna 33 410 ts. Przy pełnym obciążeniu okręt zanurzał się maksymalnie na 10,97 m. Pokład dziobowy, najwyższy, rozciągał się na około 73% długości okrętu, do barbety wieży „X” (trzeciej licząc od dziobu). Grodzie wodoszczelne, zapewniające zapas pływalności w przypadku uszkodzenia kadłuba, sięgały do poziomu pokładu głównego, zaś dno podwójne obejmowało niemal całą długość pancernika.
Napęd okrętu stanowiły dwa zespoły turbin parowych systemu Parsonsa, wyprodukowanych przez zakłady Hawthorn Leslie & Co. w Hebburn, rozmieszczonych w trzech równoległych pomieszczeniach maszynowni, o łącznej projektowanej mocy maksymalnej 75 000 shp, mającej zapewnić prędkość maksymalną 25 węzłów (bez przeciążenia 56 000 shp i 23 węzły). Każdy zespół składał się z dwóch turbin wysokiego i dwóch niskiego ciśnienia oraz zintegrowanych z turbinami niskociśnieniowymi turbin krążowniczych i biegu wstecznego. Turbiny wysokiego ciśnienia umieszczone były w skrajnych przedziałach maszynowni i poruszały bezpośrednio, bez pośrednictwa przekładni, zewnętrzne wały napędowe, zaś turbiny niskiego ciśnienia zabudowano we wspólnym centralnym przedziale i napędzały one, również bezpośrednio, dwa wały wewnętrzne. Parę do turbin dostarczały 24 kotły wodnorurkowe typu Yarrow z rurkami o dużym przekroju, umieszczone po sześć w czterech oddzielnych przedziałach kotłowni, o ciśnieniu roboczym 16,5 at (12,3 at na turbinach). Wszystkie kotły opalane były paliwem płynnym, którego projektowany maksymalny zapas wynosił 3400 ton, co miało zapewnić zasięg 8600 mil morskich przy prędkości ekonomicznej 12,5 węzła (według innych źródeł 4500 mil morskich przy 10 węzłach). Pancernik posiadał dwa równoległe stery, usytuowane za wewnętrznymi wałami napędowymi. Podczas próby prędkości przeprowadzonej 11 kwietnia 1915 roku osiągnięto 24,1 węzła przy mocy na wałach 56 580 shp i 274 obrotach śrub na minutę oraz 24,65 węzła z przeciążeniem do 75 510 shp.
Główne uzbrojenie pancernika składało się z ośmiu dział Mk I kal. 381 mm (15 cali), o długości lufy wynoszącej 42 kalibry, zastosowanych po raz pierwszy właśnie na pancernikach typu Queen Elizabeth. Były one umieszczone w czterech podwójnych wieżach artyleryjskich Mk I, zamontowanych po dwie na dziobie i rufie, w superpozycjach. Pierwotny system kierowania ogniem składał się z dalmierza o bazie 15 stóp, zainstalowanego w obrotowym stanowisku pod opancerzoną kopuła na dachu wieży dowodzenia, z którego dane były przekazywane do kalkulatora artyleryjskiego Dreyera w głównym stanowisku kierowania ogniem na platformie szczytowej przedniego masztu. Każda z wież artyleryjskich również została wyposażona w 15-stopowy dalmierz dla samodzielnego prowadzenia ognia, zaś rezerwowe stanowisko kierowania ogniem umieszczono w wieży „B” (drugiej licząc od dziobu). Artylerię średniego kalibru stanowiło 12 dział BL Mk XII kal. 152 mm (6 cali) o długości lufy 45 kalibrów, umieszczonych na podstawach Mk IX w opancerzonych kazamatach na obydwu burtach na pokładzie głównym. W chwili wejścia do służby „Warspite” nie posiadał systemu kierowania ogniem artylerii średniej. Pierwotne uzbrojenie przeciwlotnicze składało się z dwóch dział QF HA Mk I kal. 76 mm, umieszczonych na pokładzie dziobówki pomiędzy kominami. Ponadto pancernik dysponował czterema stałymi podwodnymi wyrzutniami torpedowymi kal. 533 mm, zabudowanymi prostopadle do osi podłużnej okrętu w dwóch przedziałach przed pierwszą i za ostatnią wieżą artylerii głównej, z łącznym zapasem 20 torped, oraz pięcioma karabinami maszynowymi systemu Maxima.
Podstawowym elementem ochrony pancernej okrętu były burtowe pasy pancerne, wykonane z płyt ze stali utwardzanej powierzchniowo (Non Cemented) o maksymalnej grubości 330 mm i łącznej masie 1909 ts. Wieże artylerii głównej miały pancerz o grubości 330 mm od czoła, 279 mm na bokach i 108 mm od góry. Ich barbety miały maksymalną grubość 254 mm, zaś grodzie komór amunicyjnych 51 mm i były dodatkowo osłaniane od dołu przez zbiorniki wodoszczelne ponad podwójnym dnem. Wieża dowodzenia miała pancerz o maksymalnej grubości 279 mm. Wewnętrzne grodzie pancerne były wykonane z płyt o grubości od 102 do 152 mm, a wzdłużne grodzie przeciwtorpedowe 51 mm. Opancerzenie poziome, wykonane ze stali o podwyższonej wytrzymałości na rozciąganie (High Tensile), składało się z kilku kolejnych poziomów: na pokładzie dziobowym nad kazamatami artylerii średniej (25,4 mm), pokładzie górnym pomiędzy barbetami skrajnych wież artyleryjskich (od 32 do 51 mm), pokładzie głównym w przedniej i rufowej części kadłuba (32 mm), pokładzie średnim nad komorami amunicyjnymi i przedziałami urządzeń napędowych (25,4 mm) oraz pokładzie dolnym na całej długości okrętu (w zależności od miejsca od 25,4 do 76 mm).
Projektowana liczebność załogi wynosiła 951 oficerów, podoficerów i marynarzy. Rzeczywista liczba członków załogi zmieniała się wielokrotnie podczas długiej służby pancernika.

## Modernizacje

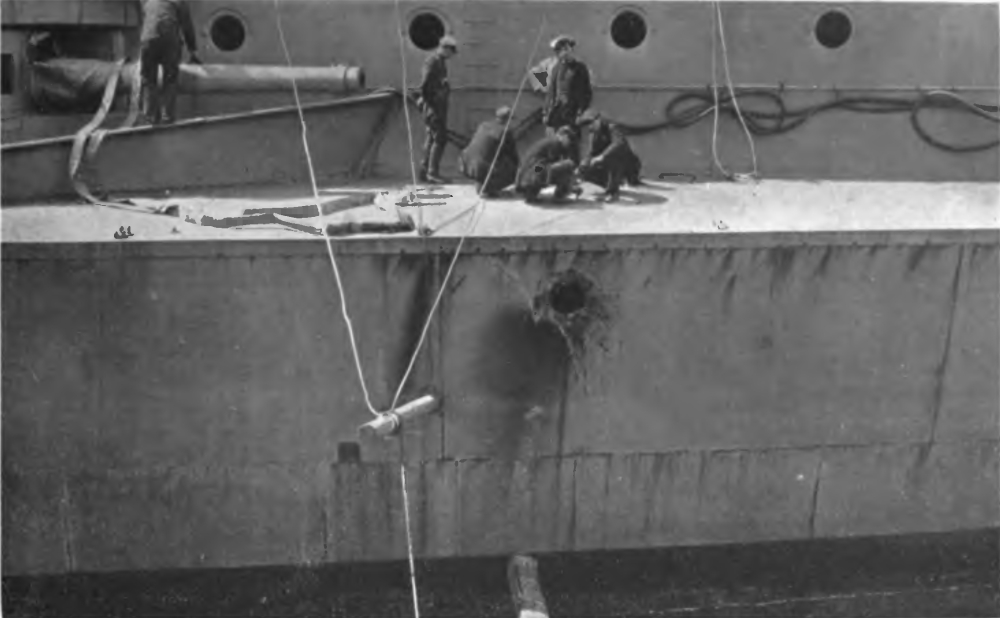
Uszkodzenia kadłuba „Warspite” po bitwie jutlandzkiej. W lewym górnym rogu widoczne działo kal. 152 mm w kazamacie.

W drugiej połowie 1916 roku, bazując na analizach przyczyn utraty okrętów podczas bitwy jutlandzkiej, Brytyjczycy uznali za konieczną poprawę ochrony pancernej komór amunicyjnych. Na wszystkich jednostkach typu Queen Elizabeth wzmocniono w tych miejscach pancerz, dodając jednocalowe (25,4 mm) płyty pancerne. W lipcu 1917 roku na „Warspite” zainstalowano centralne stanowiska kierowania ogniem armat kal. 152 mm, po jednym dla każdej baterii burtowej. W tym samym czasie zamontowano platformę reflektorów bojowych oraz dodatkowe stanowisko kontroli ognia na przednim maszcie. Eksperymentalnie zastosowano rozpinane brezentowe płachty na obydwu kominach, mające na celu uzyskanie błędnych odczytów odległości w dalmierzach przeciwnika. W 1918 roku na dachach wież artyleryjskich „B” I „X” zamontowano platformy startowe dla samolotów Sopwith 1½ Strutter i Sopwith Camel.
Po zakończeniu działań wojennych wieże „B” i „X” otrzymały dalmierze o bazie 30 stóp w miejsce dotychczasowych 15-stopowych. W tym samym czasie rozbudowano stanowisko obserwacyjne na przednim maszcie oraz podwyższono o jeden poziom maszt główny. Okręt otrzymał również galeryjkę na rufie. Podczas przeprowadzonej 11 marca 1919 roku próby prędkości uzyskano 75 800 shp (z przeciążeniem) i prędkość 23,5 węzła przy zmierzonej wyporności 32 500 ts.
Po redukcjach flot wojennych w wyniku postanowień konferencji waszyngtońskiej pancerniki typu Queen Elizabeth, wraz z podobnymi typu Revenge tworzyły trzon Royal Navy. Dla utrzymania ich wartości bojowej niezbędne były jednak poważne modyfikacje konstrukcji. Pierwszą międzywojenną modernizację „Warspite” przeprowadzono w HM Dockyard w Portsmouth w latach 1924−1926, jej koszt wyniósł 195 000 funtów. Wzmocniono podczas niej artylerię przeciwlotniczą, wymieniając dotychczasowe dwa działa kal. 76 mm na cztery pojedyncze działa QF Mk V kal. 102 mm na podstawach HA Mk III. Zainstalowano nowe stanowiska kierowania ogniem przeciwlotniczym HACP z dalmierzem UB-4 o bazie 12 stóp. Przebudowano wieżę dowodzenia i zmieniono konfiguracje platform przedniego masztu. Przedni komin został odgięty do tyłu i połączony z tylnym, dla uniknięcia zadymiania pomostu dowodzenia. W celu poprawienia systemu biernej ochrony kadłuba zabudowano bąble przeciwtorpedowe oraz wzmocniono ochronę komór amunicyjnych. W wyniku wszystkich zmian wyporność standardowa pancernika wzrosła do 30 800 ts, pełna do 35 060 ts, szerokość maksymalna do 31,7 m, zaś prędkość maksymalna zmalała do 23,5 węzła.
W 1931 roku dotychczasowy system kierowania ogniem przeciwlotniczym HACP wymieniono na nowocześniejszy HACS Mk I, równocześnie zdemontowano wyrzutnie torpedowe z przedziału rufowego. Wobec rosnących wymagań pola walki na połowę lat 30. zaplanowano stopniową, bardzo głęboką przebudowę wszystkich pancerników typu Queen Elizabeth. „Warspite” został do niej skierowany w marcu 1934 roku. Modernizacja, prowadzona ponownie przez HM Dockyard w Portsmouth, trwała do marca 1937 roku i kosztowała 2 362 000 funtów. W jej trakcie zdemontowano wieże artylerii głównej i przetransportowano je do fabryki koncernu Vickers Armstrong w Elswick. Dzięki zwiększeniu kąta podniesienia luf do 30° donośność zwiększyła się z 21 400 do 29 400 m. Cztery skrajne działa kal. 152 mm, najmniej użyteczne z powodu zalewania ich kazamat przez fale, zostały zdjęte, podobnie jak ostatnie dwie wyrzutnie torpedowe. W miejsce czterech pojedynczych dział kal. 102 mm zamontowano cztery podwójne Mk XVI tego samego kalibru. Zainstalowano małokalibrowe uzbrojenie przeciwlotnicze: cztery ośmiolufowe stanowiska Mk VI armat Mk VIII kal. 40 mm (pom-pom) wokół komina oraz cztery poczwórne podstawy wielkokalibrowych karabinów maszynowych Vickers kal. 12,7 mm na dachach wież „B” i „X”. Pancernik otrzymał nowe stanowiska kierowania ogniem przeciwlotniczym HACS Mk III i autonomiczne stanowiska Mk I dla armat kal. 40 mm. Poprawiono opancerzenie komór amunicyjnych i urządzeń napędowych. Te ostatnie również całkowicie zmodernizowano. Dotychczasowe kotły zostały wymienione na sześć kotłów typu Admiralicji o cienkich rurkach, turbiny wymieniono na nowe, z przekładniami redukcyjnymi. Zlikwidowano również przedni komin. Moc obliczeniowa nowej siłowni na wałach wynosiła 80 000 shp, podczas prób morskich w marcu 1937 roku uzyskano 80 250 shp i prędkość 23,84 węzła. O jedną trzecią spadło zużycie paliwa. Okręt otrzymał całkowicie nową, zamkniętą i opancerzoną wieżę bojową (wzorowaną na zastosowanej w konstrukcji pancerników „Nelson” i „Rodney”) w miejsce dotychczasowej wieży dowodzenia, nowe maszty oraz nowoczesne wyposażenie lotnicze: poprzeczną katapultę typu D(II)H na śródokręciu, dwa hangary i cztery wodnosamoloty, początkowo Blackburn Shark, wymienione przed wybuchem II wojny światowej na pływakową wersję Fairey Swordfish, a od 1940 roku trzy Supermarine Walrus. Wyporność pełna po modernizacji wynosiła 36 096 ts.
Uszkodzenia odniesione w walkach na Morzu Śródziemnym w 1941 roku zostały naprawione podczas połączonego z modernizacją remontu przeprowadzonego w Puget Sound Naval Shipyard w Bremerton w Stanach Zjednoczonych. Trwał od 11 sierpnia do 28 grudnia 1941 roku, w jego trakcie zmieniono nieco architekturę nadbudówek i zainstalowano 11 działek przeciwlotniczych Oerlikon kal. 20 mm, demontując jednocześnie wszystkie podstawy wielkokalibrowych karabinów maszynowych. Po raz pierwszy na okręcie pojawiły się wówczas urządzenia radarowe: obserwacji powierzchni morza typu 271, kierowania ogniem artylerii głównej typu 284, obserwacji przestrzeni powietrznej typu 281, kierowania ogniem armat kal. 102 mm typu 285 i celownik radarowy pom-pomów typu 282, oraz radionamiernik średnich częstotliwości typu FM2. Stanowiska armat kal. 102 mm otrzymały dodatkowe, stałe ekrany przeciwodłamkowe.
W toku dalszej służby zwiększała się sukcesywnie ilość działek Oerlikon na pokładach pancernika, dochodząc do 31 w połowie 1943 roku i 35 pod koniec aktywnej służby. W 1943 roku zdemontowano również wyposażenie lotnicze (hangary zamieniono na sale kinowe), a wyposażenie radarowe było sukcesywnie wymieniane na nowocześniejsze. W trakcie remontu przeprowadzonego po trafieniu bombą kierowaną we wrześniu 1943 roku usunięto wszystkie pozostałe działa kal. 152 mm.

## Przebieg służby

### I wojna światowa

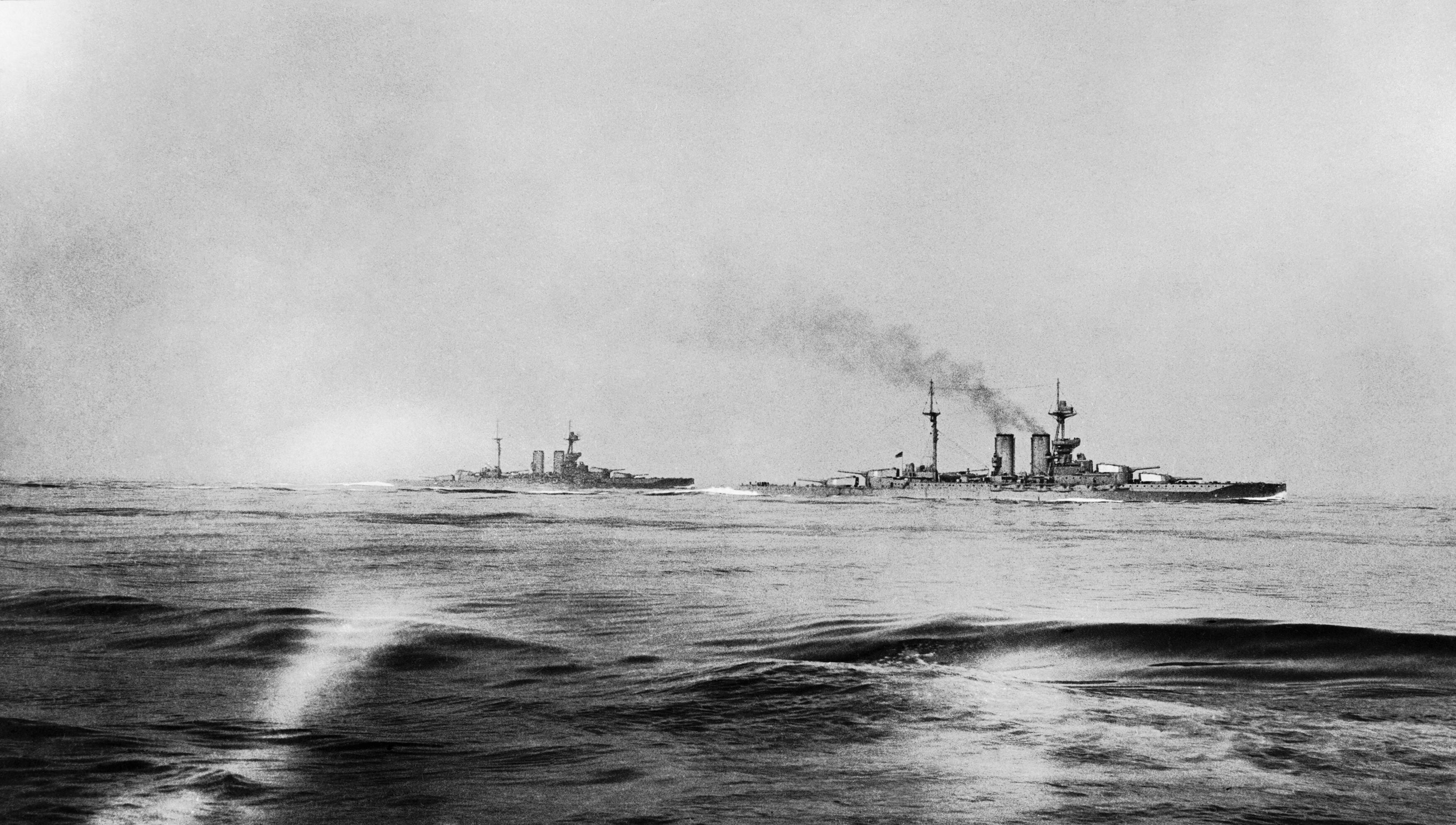
„Warspite” i „Malaya” w czasie bitwy jutlandzkiej

W 1916 roku 5. Eskadra Pancerników, wraz z „Warspite”, została czasowo włączona w skład Floty Krążowników Liniowych (ang. Battlecruiser Fleet) wiceadmirała Davida Beatty’ego, bazującej w Rosyth. 31 maja tegoż roku „Warspite” wziął udział w swojej pierwszej bitwie − a zarazem największej, w której kiedykolwiek uczestniczył − zwanej bitwą jutlandzką lub, w Niemczech, bitwą na Skagerraku. Flota Krążowników Liniowych, a wraz z nią 5. Eskadra dowodzona przez kontradmirała Hugh Evan-Thomasa, wyszła w morze wieczorem 30 maja. „Warspite” płynął jako trzeci okręt w szyku swojej eskadry. Wczesnym popołudniem następnego dnia, po nawiązaniu kontaktu bojowego z okrętami niemieckimi, David Beatty zdecydował się dążyć jak najszybciej do rozpoczęcia bitwy. Opóźnienia w przekazywaniu rozkazów i mniejsza prędkość idących kilka mil morskich za nim pancerników 5. Eskadry doprowadziły do sytuacji, w której brytyjskie krążowniki liniowe starły się ze swymi niemieckimi odpowiednikami pozbawione wsparcia ciężkich dział czterech okrętów typu Queen Elizabeth. W ciągu kilkudziesięciu minut zatonęły w wyniku eksplozji komór amunicyjnych po trafieniu niemieckimi pociskami dwa z brytyjskich krążowników liniowych: „Indefatigable” i „Queen Mary”, z niemal całymi załogami. Pancerniki 5. Eskadry otworzyły ogień wkrótce po godzinie 16.00 (GMT), uzyskując trafienia na „Von der Tannie” i „Seydlitzu”, co w pewnym stopniu zmusiło wiceadmirała Hippera do zmiany kursu i przerwania boju.
Płynąc wciąż kursem południowym, 5. Eskadra dostała się w zasięg dział głównych sił Hochseeflotte, dowodzonych przez wiceadmirała Scheera. Kolejne błędy w przekazywaniu sygnałów spowodowały, że musiała wykonać zwrot pod nasilającym się ogniem przeciwnika. Podczas skrętu „Warspite” otrzymał dwa pierwsze trafienia, ostrzeliwując jednocześnie pancerniki niemieckie. Silny pancerz i zrównoważona konstrukcja okrętu pozwoliły mu pomimo uszkodzeń zachować sprawność bojową. Około 17.30 obie strony zerwały na krótko kontakt bojowy, nawiązany ponownie w niemal pół godziny później, gdy postępujące za Brytyjczykami krążowniki liniowe admirała Hippera zbliżyły się na odległość skutecznego ognia. W ciągu krótkiego ostrzału artylerzyści 5. Eskadry uzyskali łącznie 11 trafień na niemieckich krążownikach. Wkrótce po 18.00, podczas wykonywania skrętu, na „Warspite” uległo awarii urządzenie sterowe, co spowodowało, że okręt zaczął zataczać kręgi, wpływając pomiędzy linię głównych sił niemieckich a znajdujący się pod ich ogniem krążownik pancerny „Warrior”. Uratowało to ciężko uszkodzony krążownik, ponieważ Niemcy skupili swoją uwagę na nowym celu. „Warspite” otrzymał szereg kolejnych trafień i wykonał dwa kręgi, zanim jego dowódca, komandor Phillpotts, zdołał zawrócić okręt przy pomocy manewrów śrubami. Ponieważ mechanizm sterowy wciąż był nie w pełni sprawny, kontradmirał Evan-Thomas rozkazał skierować pancernik do bazy w Rosyth. W ten sposób „Warspite” opuścił akwen bitwy, ale w drodze powrotnej był dwukrotnie, nieskutecznie, atakowany przez U-Booty: U-63, który wystrzelił dwie niecelne torpedy i wkrótce potem przez U-51. Peryskop tego ostatniego został zauważony przez obserwatorów przed dziobem pancernika i jego dowódca podjął nieskuteczną próbę taranowania.
Artylerzyści „Warspite” wystrzelili w bitwie jutlandzkiej 259 pocisków artylerii głównej. Okręt został trafiony 15 (13) razy ciężkimi pociskami kalibrów 305 i 280 mm oraz pięciokrotnie kalibru 150 mm, odnosząc dość poważne uszkodzenia, które spowodowały wycofanie okrętu z bitwy i zmniejszyły jago prędkość do maksymalnie 16 węzłów. Straty załogi wyniosły 14 zabitych i 17 (16) rannych.
Po zakończeniu napraw „Warspite” powrócił 23 lipca 1916 roku w skład 5. Eskadry, ponownie bazującej w Scapa Flow. W sierpniu tegoż roku po raz pierwszy, i nie ostatni, ujawniły się kłopoty z urządzeniem sterowym, nie do końca przywróconym do pełnej sprawności podczas remontu. 24 sierpnia zderzył się z bliźniaczym „Valiantem”, odnosząc uszkodzenia, które wymusiły powrót do stoczni na kolejny miesiąc. 19 grudnia 1916 roku nowym dowódcą pancernika został komandor de Bartolomé. 11 czerwca 1917 roku „Warspite” niegroźnie zderzył się z niszczycielem, zaś 9 lipca tegoż roku jego załoga wzięła udział w akcji ratowniczej, gdy na kotwiczącym w Scapa Flow pancerniku „Vanguard” typu St. Vincent eksplodowały ładunki w komorach amunicyjnych, powodując jego całkowite zniszczenie i śmierć 804 osób, niemal całej załogi okrętu.
7 lutego 1918 roku „Warspite” został okrętem flagowym 5. Eskadry Pancerników, wkrótce potem ucierpiał w pożarze kotłowni i pomiędzy marcem i majem był remontowany w Rosyth. W czerwcu nowym dowódcą został komandor Hubert Lynes. 21 listopada 1918 roku, wraz z cała Grand Fleet i dołączonymi do niej na tę okazję eskadrami amerykańską i francuską, przyjmował poddającą się Hochseeflotte, płynącą na internowanie w Scapa Flow, gdzie ostatecznie została samozatopiona w roku następnym.

### Okres międzywojenny

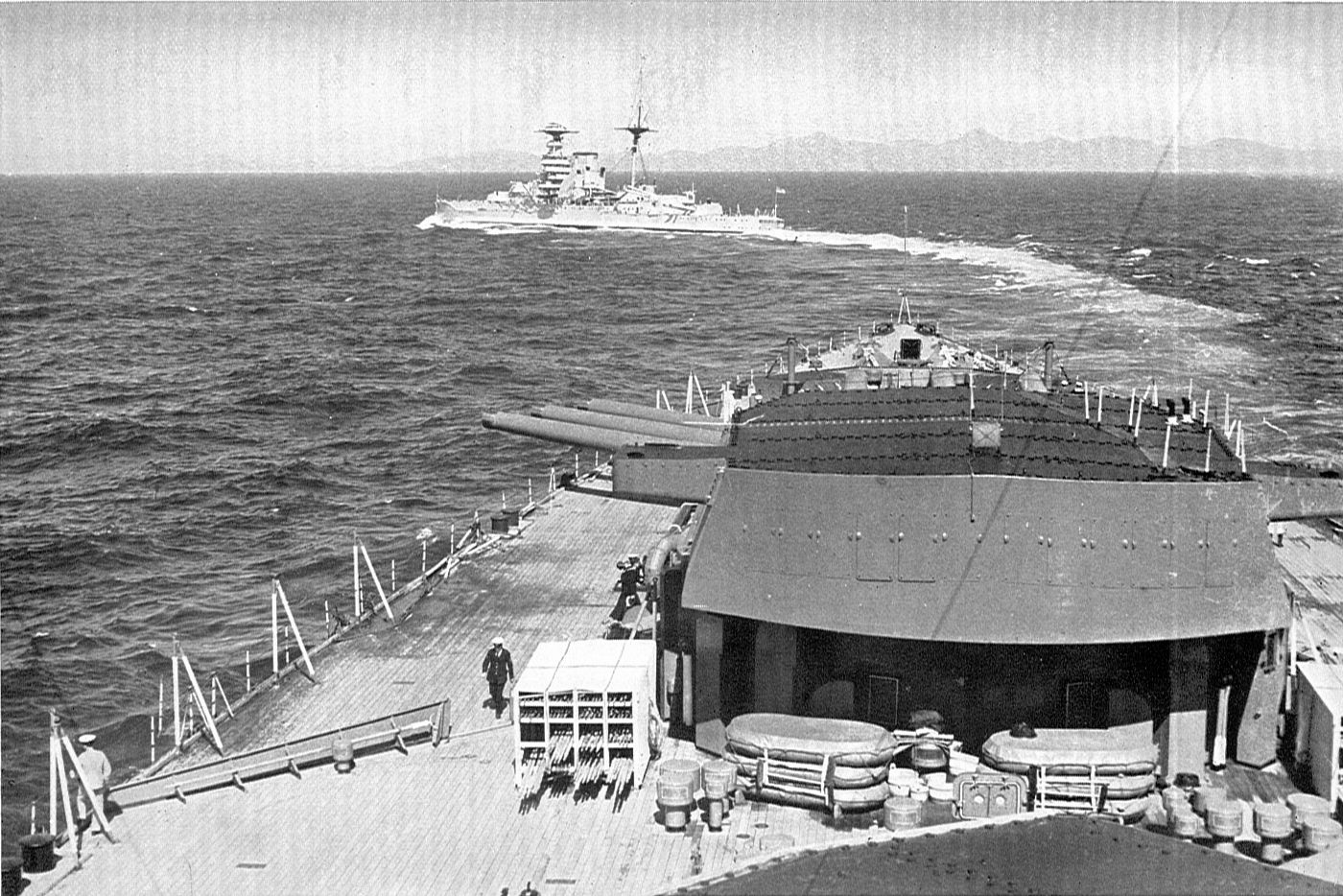
„Warspite” w 1936, zdjęcie wykonano z pokładu jednego z pancerników typu Nelson

W 1919 roku „Warspite” wszedł w skład 2. Eskadry Pancerników nowo utworzonej, po rozformowaniu Grand Fleet, Floty Atlantyckiej. 26 lipca 1924 roku wziął udział w wielkiej rewii floty na redzie Spithead, w obecności króla Jerzego V. Wkrótce potem został odstawiony do stoczni w Portsmouth, gdzie przez kolejne dwa lata przechodził pierwszą międzywojenną modernizację.
Po opuszczeniu stoczni „Warspite” ponownie dołączył do 2. Eskadry Pancerników, która tymczasem została przesunięta do Floty Śródziemnomorskiej. Od 21 maja 1926 roku pełnił funkcję okrętu flagowego jej dowódcy, admirała Rogera Keyesa, po dwóch latach zastąpiony w tej roli przez siostrzaną „Queen Elizabeth”. 12 lipca 1928 roku okręt wszedł na nieznaną skałę u wybrzeży wyspy Skiathos i przeszedł na remont do Portsmouth. W roku następnym powrócił na Morze Śródziemne, gdzie pozostawał do 1930 roku, przejściowo pełniąc ponownie funkcję okrętu flagowego. Później został przebazowany na wody macierzyste i znów wszedł w skład Floty Atlantyckiej, w marcu 1932 roku przemianowanej na Home Fleet.
23 marca 1933 roku „Warspite” zderzył się u ujścia Tagu z rumuńskim parowcem „Peles”, odnosząc nieznaczne uszkodzenia i przez następny miesiąc pozostawał w stoczni remontowej. 15 grudnia tegoż roku, w związku z planowaną przebudową, pancernik został wycofany ze służby. Druga międzywojenna modernizacja została przeprowadzona w latach 1934−1937, ponownie w stoczni w Portsmouth. Po jej zakończeniu nowym dowódcą okrętu został komandor Victor Crutchley, który w styczniu 1938 roku przeprowadził pancernik na Morze Śródziemne, gdzie ponownie został okrętem flagowym dowódcy Floty Śródziemnomorskiej, wówczas admirała sir Dudleya Pounda. Wcześniej, podczas prób artyleryjskich w marcu 1937 roku, dwa pociski wystrzelone przy maksymalnym kącie podniesienia upadły w pobliżu liniowca pasażerskiego, szczęśliwie nie wyrządzając żadnych szkód (oficerem artyleryjskim „Warspite” był wtedy późniejszy historyk, komandor Stephen Roskill). Podobny wypadek zdarzył się artylerzystom pancernika już na Malcie, w lutym 1938 roku, gdy podczas strzelań ćwiczebnych jedno ze stanowisk pom-pomów oddało strzały w kierunku zabudowań La Valetty, również szczęśliwie bez konsekwencji.
W czerwcu 1939 roku nowym dowódcą Floty Śródziemnomorskiej został wiceadmirał sir Andrew B. Cunningham, który także obrał „Warspite” za swój okręt flagowy. W sierpniu pancernik w eskorcie czterech niszczycieli odbył czterodniową wizytę kurtuazyjną w Stambule.

### 1939−1940: Atlantyk i kampania norweska
Wybuch II wojny światowej zastał „Warspite” na Morzu Śródziemnym, w Aleksandrii. W dniach od 11 do 16 września główne siły Floty Śródziemnomorskiej wykonały rajd na akwen położony na zachód od Krety, mający cechy demonstracji siły wobec Włoch. Pod koniec października zdecydowano o przejściu pancernika na wody brytyjskie, w skład Home Fleet. Ostatecznie opuścił on Morze Śródziemne 6 listopada, kierując się przez Gibraltar do Halifaksu, gdzie 18 listopada dołączył do eskorty konwoju HX-9. Opuścił go sześć dni później, odwołany na poszukiwanie niemieckich rajderów w Cieśninie Duńskiej. Po przybyciu do Wielkiej Brytanii pancernik został czasowo, 6 (7) grudnia, okrętem flagowym dowódcy Home Fleet, admirała Charlesa Forbesa, w miejsce uszkodzonego na minie HMS „Nelson”.
Wkrótce „Warspite” wszedł, wspólnie z lotniskowcem „Furious”, w skład jednej z kilku grup poszukiwawczych, tropiących niemieckie rajdery na Oceanie Atlantyckim. Po samozatopieniu pancernika kieszonkowego „Admiral Graf Spee” w wyniku bitwy u ujścia La Platy grupy te zostały rozwiązane i okręt powrócił w szeregi Home Fleet. Dowództwo Royal Navy zamierzało wysłać pancernik na Morze Śródziemne, ale plany te upadły w wyniku ataku Niemiec na Norwegię 9 kwietnia 1940 roku. Duży zespół okrętów brytyjskich, z „Warspite”, został skoncentrowany w rejonie Narwiku, zajętego przez oddziały niemieckie desantowane z 10 niszczycieli dowodzonych przez komodora Friedricha Bonte. 10 kwietnia 1940 roku rozegrała się pierwsza bitwa w fiordzie Ofot, w której brytyjska 2. Flotylla Niszczycieli starła się z niemieckimi jednostkami. Jej efektem było zatopienie po dwóch niszczycieli każdej strony i śmierć obydwu dowódców: komodora Bonte i komandora Warburtona-Lee oraz 147 marynarzy brytyjskich i 176 niemieckich. Niemcy utrzymali zdobyte pozycje na lądzie, ale ich okręty zostały zablokowane w fiordzie przez silny zespół Royal Navy.

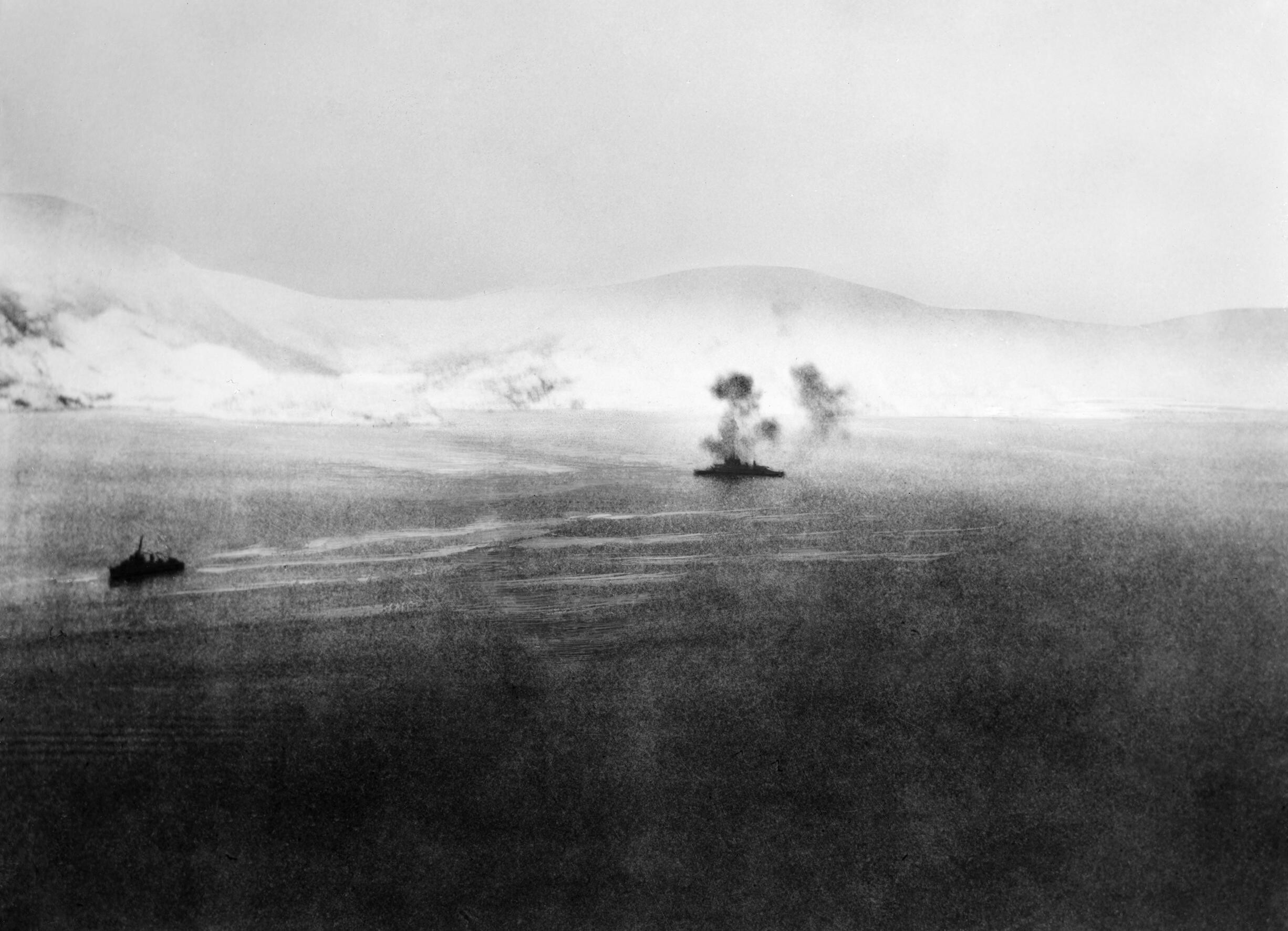
„Warspite” podczas bitwy pod Narwikiem 13 kwietnia 1940

13 kwietnia 1940 roku, na osobiste żądanie Winstona Churchilla, Brytyjczycy podjęli zdecydowane działania. W głąb fiordu wpłynęła eskadra, składająca się z „Warspite” w eskorcie dziewięciu niszczycieli. Akcją dowodził wiceadmirał William Whitworth, który czasowo przeniósł się ze swoim sztabem na pancernik z pokładu krążownika liniowego „Renown”. Podczas drugiej bitwy pod Narwikiem mające dzięki artylerii pancernika miażdżącą przewagę okręty brytyjskie zniszczyły całkowicie zespół niemiecki. Dużą rolę w rozpoznaniu ruchów przeciwnika w krętym i wąskim fiordzie odegrały samoloty, zarówno startujące z lotniskowca „Furious”, jak i z katapulty pokładowej „Warspite”. Załoga wodnosamolotu Fairey Swordfish, w składzie Lt Cdr W.L.M. Brown (dowódca i obserwator), Plt/Off F.C. Rice (pilot) i L/A M.G. Pacey (strzelec-radiotelegrafista), wykryła w jednej z zatoczek pozostający w wynurzeniu U-64 i w skutecznym ataku zatopiła go wraz z ośmioma (12) członkami załogi. Był to pierwszy U-Boot zniszczony przez samolot Fleet Air Arm. Nieco wcześniej dogodną pozycję do ataku zajął inny U-Boot, U-46, ale przed wystrzeleniem torped wszedł na podwodną skałę. Już podczas walki z niemieckimi okrętami załoga wodnosamolotu zauważyła w wodzie ślady wystrzelonych w kierunku „Warspite” torped. Dzięki ich meldunkowi zostały one szczęśliwie wymanewrowane. Artylerzyści pancernika przyczynili się bezpośrednio do zatopienia niszczycieli „Erich Koellner” i „Erich Giese”, oraz uszkodzenia „Diether von Roeder”, który został potem wysadzony przez własną załogę. Bitwa 13 kwietnia była jednym z niewielu zwycięskich momentów brytyjskiego udziału w kampanii norweskiej.
Po bitwie „Warspite” pozostał w rejonie Narwiku, eskortowany przez niszczyciele „Hostile”, „Havock” i „Foxhound”. 16 kwietnia szczęśliwie uniknął trafienia torpedą wystrzeloną przez U-47, dowodzonego przez słynnego z ataku na Scapa Flow kapitana Günthera Priena. Wystrzelona w brytyjski pancernik torpeda, na skutek wady zapalnika, eksplodowała zanim dopłynęła do celu. Wybuch zaalarmował niszczyciele eskorty, które przeprowadziły kontratak bombami głębinowymi, zmuszając Priena do natychmiastowej ucieczki na dużą głębokość. 17 kwietnia osłaniał lotniskowiec „Furious” podczas operacji lotniczej w rejonie Lofotów. Siedem dni później ponownie wszedł do fiordu Ofot, prowadząc ostrzał pozycji lądowych wojsk niemieckich. Po tej akcji Admiralicja zdecydowała o wysłaniu pancernika z powrotem na Morze Śródziemne, gdzie w związku z agresywnymi poczynaniami Włoch sytuacja międzynarodowa stawała się coraz bardziej napięta.

### 1940−1941: Morze Śródziemne

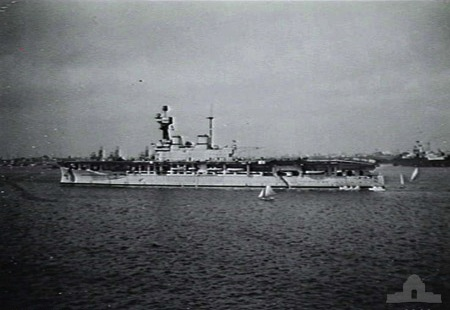
Lotniskowiec „Eagle” w bazie w Aleksandrii 20 lipca 1940. „Warspite” widoczny w tle, w pływającym doku.

"Warspite” dotarł do brytyjskiej bazy w Aleksandrii 14 maja 1940 roku, powracając do roli okrętu flagowego admirała Cunninghama. W przewidywaniu rychłego konfliktu z Włochami cała flota przeprowadzała intensywne ćwiczenia zespołowe i indywidualne. 10 czerwca Włochy wypowiedziały wojnę Wielkiej Brytanii i Francji. Już następnego dnia silny zespół Floty Śródziemnomorskiej, w składzie dwóch pancerników: „Warspite” i „Malaya”, lotniskowca „Eagle”, siedmiu krążowników i flotylli niszczycieli, przeprowadził wypad przeciwko żegludze włoskiej na południe od Półwyspu Apenińskiego, w drodze powrotnej płynąc wzdłuż wybrzeży włoskich posiadłości w Afryce Północnej. Akcja ta nie napotkała żadnego przeciwdziałania ze strony Regia Marina.
Pierwsze starcie sił głównych Floty Śródziemnomorskiej z włoskimi pancernikami nastąpiło 9 lipca 1940 roku. Do bitwy koło przylądka Stilo (znanej też jako bitwa koło Kalabrii) doszło po niezależnym od siebie wyjściu w morze zespołów okrętów obydwu stron, związanym z prowadzonymi operacjami konwojowymi. Poczynania dowódców doprowadziły do spotkania flot około 30 mil morskich na wschód od przylądka Stilo w Kalabrii. „Warspite” wszedł do walki po początkowym starciu sił lekkich, otwierając ogień do krążowników lekkich „Alberto di Giussano” i „Alberico da Barbiano”. Wkrótce na akwenie bitwy pojawiły się włoskie pancerniki „Giulio Cesare” i „Conte di Cavour”. W pojedynku artyleryjskim na dużym dystansie przewagę zdawali się uzyskiwać Włosi, których pociski zaczęły obramowywać „Warspite”, ale wtedy Brytyjczykom udało się uzyskać pojedyncze trafienie na „Giulio Cesare”, którego efektem był między innymi spadek prędkości włoskiej jednostki do około 18 węzłów. Pocisk wybuchnął po trafieniu w komin włoskiego pancernika, powodując pożar i śmierć 25 ludzi załogi. Przy dystansie pomiędzy okrętami wynoszącym około 23 400 metrów było to jedno z trafień na rekordową dla artylerii odległości w dziejach wojen morskich. Dowodzący z pokładu uszkodzonego „Giulio Cesare” zespołem włoskim admirał Inigo Campioni zdecydował się zerwać kontakt bojowy, rozkazując osłaniającym go niszczycielom przeprowadzenie ataku torpedowego. Sam w tym czasie oderwał się od przeciwnika. Również admirał Cunningham podjął decyzję o wycofaniu się z akwenu niebezpiecznie bliskiego włoskich lotnisk wojskowych. W raportach po bitwie Włosi również zaliczyli na swoje konto trafienie „Warspite” przynajmniej jednym pociskiem dużego kalibru, o czym miał świadczyć błękitny dym, widziany na pancerniku przez obserwatorów na niektórych okrętach włoskich. Brytyjczycy w oficjalnych raportach zaprzeczyli temu zdarzeniu, tym niemniej niektórzy autorzy uważają, że miało ono miejsce, zwłaszcza, że w Aleksandrii okręt został wprowadzony do pływającego doku, co zostało utajnione przez dowództwo Royal Navy (admirał Cunningham w swych wspomnieniach twierdził, że było to konieczne dla sprawdzenia ewentualnych uszkodzeń części podwodnej). Ponadto Brytyjczycy w raporcie przyznali się do lekich uszkodzeń powstałych według opisu na skutek bombardowań przez lotnictwo w dniach 8–12 lipca, w tym jednego stanowiska dział 102 mm, lewoburtowego dźwigu i stanowiska pom-pomów 40 mm. Na początku bitwy na „Warspite” został też zniszczony wodnosamolot – według raportu, wyrzucony za burtę po uszkodzeniach podmuchami własnej artylerii. Według teorii o trafieniu, miałoby ono zostać ukryte z powodów propagandowych. Mimo to, brak jest niewątpliwego potwierdzenia ewentualnego trafienia „Warspite” i brak jest jakichkolwiek relacji brytyjskich na ten temat, wobec czego ogół autorów podaje to w wątpliwość.
Flota Śródziemnomorska, z „Warspite”, powróciła do Aleksandrii 13 i 14 lipca, po pomyślnym zakończeniu operacji konwojowej. 27 tegoż miesiąca pancernik, w zespole floty, prowadził bezskuteczną akcję przeciwko żegludze przeciwnika na południe od Krety, zaś 17 (18) sierpnia wziął udział w bombardowaniu urządzeń portowych w Bardii i fortu Capuzzo. W dniach od 29 sierpnia do 6 września 1940 roku „Warspite” uczestniczył w kombinowanej operacji pod kryptonimem Hats, podczas której, oprócz przeprowadzenia konwoju z zaopatrzeniem na Maltę, siły Floty Śródziemnomorskiej osłaniały lotniskowiec „Illustrious”, pancernik „Valiant” i dwa krążowniki przeciwlotnicze, płynące z Gibraltaru do Aleksandrii celem wzmocnienia bazującej tam eskadry. Flota admirała Cunninghama dopłynęła w rejon Malty i po spotkaniu z płynącymi z Gibraltaru jednostkami obrała kurs powrotny na Aleksandrię, nie napotykając aktywnego przeciwdziałania ze strony Włochów. W drodze lekkie okręty i samoloty z lotniskowców przeprowadziły bombardowanie pozycji włoskich na Rodos i wyspach Dodekanezu. Pomiędzy 28 września a 3 października pancernik wchodził w skład zespołu osłonowego dla kolejnego konwoju na Maltę, bez kontaktu z przeciwnikiem.
W tym czasie zmieniła się sytuacja strategiczna we wschodniej części basenu Morza Śródziemnego. 28 października 1940 roku wojska włoskie zaatakowały Grecję. W ciągu kilku kolejnych dni do Grecji kontynentalnej i na ważniejsze wyspy (przede wszystkim Kretę) dotarły pierwsze posiłki brytyjskie. Royal Navy rozpoczęła organizację baz morskich w Pireusie i zatoce Suda. Jednocześnie Flota Śródziemnomorska rozpoczęła realizację planu, mającego osłabić potęgę Regia Marina niespodziewanym atakiem lotniczym na ich największą bazę morską. W ramach operacji Judgement lotnictwo pokładowe miało uderzyć na Tarent. Główne siły brytyjskie wyszły z Aleksandrii 6 listopada, z „Warspite” jako okrętem flagowym admirała Cunninghama. Poza atakiem na Tarent, stanowiły one jednocześnie daleką osłonę kolejnego konwoju z zaopatrzeniem dla Malty. W nocy z 11 na 12 listopada samoloty z „Illustrious” przeprowadziły udany nalot, poważnie uszkadzając trzy z sześciu znajdujących się w bazie pancerników włoskich oraz nieznacznie krążownik i niszczyciel. Dzięki udanej operacji Judgement Brytyjczycy odzyskali przewagę na Morzu Śródziemnym i zapewnili sobie na pewien czas względną swobodę działania na teatrach walk w Afryce Północnej i Grecji.

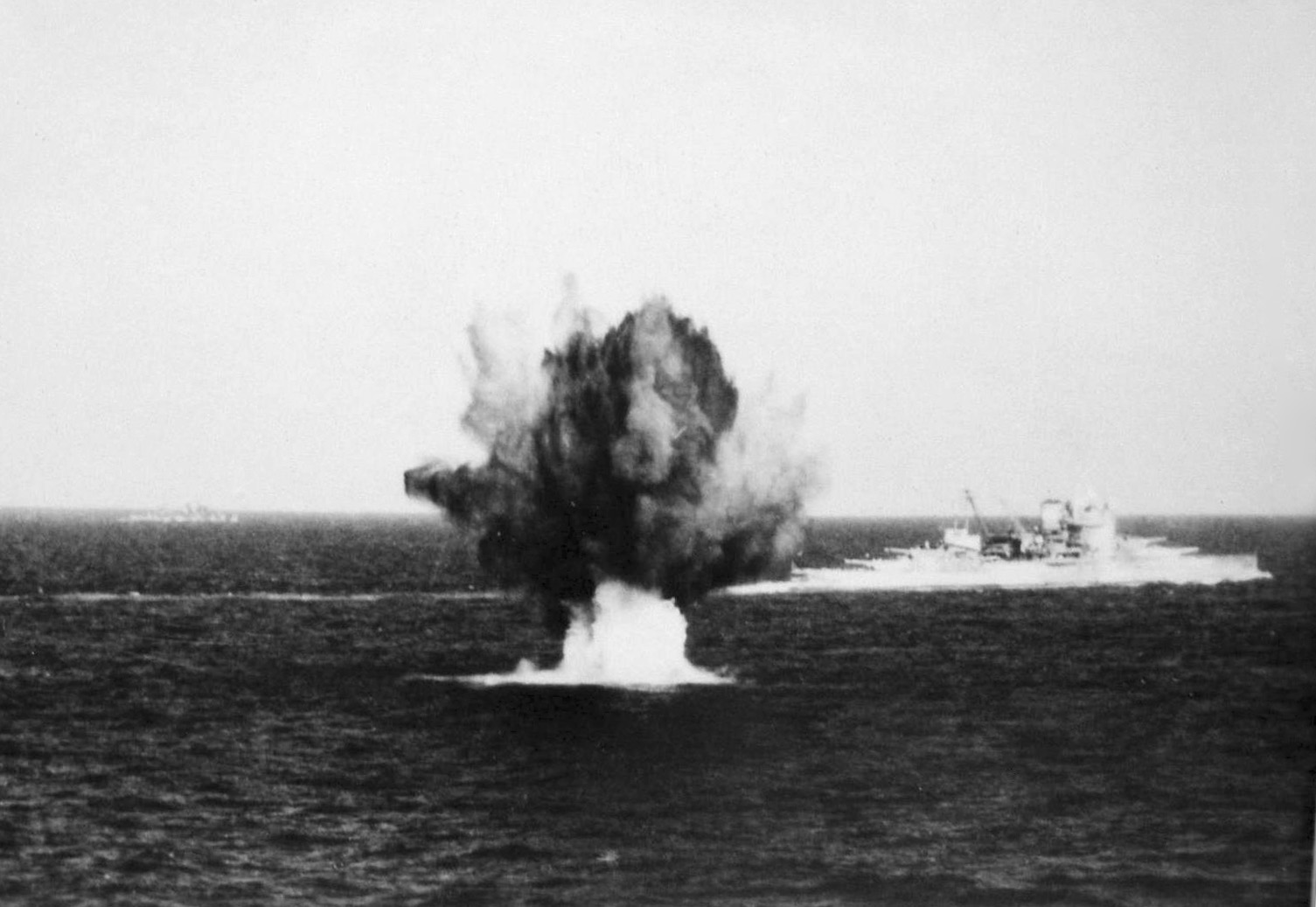
„Warspite” pod ostrzałem

Kolejną akcją „Warspite” była osłona konwoju z wojskiem do zatoki Suda w dniach od 25 do 28 listopada, w ramach kombinowanej operacji Collar. Po jego pomyślnym przeprowadzeniu, pancernik dołączył do osłony konwoju powrotnego do Egiptu. 16 grudnia wszedł w skład sił ubezpieczających konwój ME-5, z przeznaczeniem na Maltę. Dwa dni później, wraz z bliźniaczym „Valiantem”, przeprowadził bombardowanie pozycji włoskich w Valonie. Powrót do Aleksandrii nastąpił 24 grudnia. Rok 1941 rozpoczął się dla załogi „Warspite” udziałem w bombardowaniu Bardii 3 stycznia, poprzedzającym jej zajęcie przez wojska brytyjskie 5 stycznia, oraz udziałem w osłonie kolejnego konwoju na Maltę (operacja Excess) od 7 stycznia. 10 stycznia okręty brytyjskie zostały zaatakowane przez startujące z lotnisk na Sycylii niemieckie bombowce nurkujące Junkers Ju 87 z Fligerkorps X, których nalot poważnie uszkodził lotniskowiec „Illustrious”. Płonący okręt dotarł do portu w La Valetta, zaś po przeprowadzeniu prowizorycznych napraw powrócił pod koniec stycznia do Aleksandrii, osłaniany w drodze między innymi przez pancerniki „Warspite” i „Valiant”. W tym samym nalocie „Warspite” został trafiony pojedynczą bombą w część dziobową, ale poniósł jedynie niewielkie szkody. 31 stycznia, w porcie aleksandryjskim, w burtę pancernika uderzył niszczyciel „Greyhound”, nieznacznie ją uszkadzając. Pomimo to „Warspite” wziął udział w wypadzie zespołu floty w kierunku przylądka Spartivento w pierwszych dniach lutego, a następnie w osłonie konwojów w drugiej połowie tego miesiąca i w marcu.
Pod koniec marca, częściowo na skutek nacisków niemieckich, dowództwo Regia Marina podjęło próbę przecięcia brytyjskich linii komunikacyjnych na Morzu Egejskim. 27 marca silny zespół floty, składający się z pancernika, sześciu ciężkich i dwóch lekkich krążowników oraz trzynastu niszczycieli skierował się w rejon wysp greckich, aby zaatakować napotkane okręty i statki przeciwnika. Admirał Cunningham znał plany włoskie dzięki skuteczności własnego wywiadu i przygotował odpowiednie przeciwdziałanie. Po wykryciu 27 marca około południa zespołu włoskiego przez samolot rozpoznawczy RAF, wieczorem tego samego dnia okręty Floty Śródziemnomorskiej opuściły Aleksandrię. Dowodził admirał Cunningham na „Warspite”, mając do dyspozycji ogółem 3 pancerniki, lotniskowiec, cztery krążowniki lekkie i trzynaście niszczycieli. Do pierwszego starcia sił lekkich w bitwie koło przylądka Matapan doszło rankiem 28 marca w rejonie wysepki Gawdos. W obliczu włoskiej przewagi, brytyjskie krążowniki zaczęły się wycofywać w kierunku głównego zespołu, który płynął ze zmniejszoną, z powodu awarii skraplacza na „Warspite”, prędkością. Włoski dowódca, admirał Angelo Iachino, obawiając się ataków brytyjskiego lotnictwa, przerwał wkrótce pościg i zawrócił w kierunku własnych wybrzeży. Postępowały za nim krążowniki lekkie Floty Śródziemnomorskiej. Dostały się one w zasięg dział pancernika „Vittorio Veneto” i zostały zmuszone do odstąpienia. Wkrótce po południu celna torpeda zrzucona przez samolot Fairey Albacore z lotniskowca „Formidable” spowodowała uszkodzenie urządzeń napędowych włoskiego pancernika i jego wycofanie z boju. Wieczorem lotnictwo pokładowe odniosło kolejny sukces, unieruchamiając krążownik „Pola”, któremu zostały odkomenderowane na pomoc siostrzane „Zara” i „Fiume”. Dysponujące radarem pancerniki brytyjskie: „Warspite” „Valiant” i „Barham” wykryły w ciemnościach włoskie okręty i otworzyły ogień z niewielkiego dystansu około 3500 m. Rozbite i płonące włoskie okręty zostały później zatopione torpedami brytyjskich niszczycieli (niektórzy włoscy historycy twierdzą, że „Zara” została zatopiona przez własną załogę). Bitwa koła Matapanu, w której salwy dział „Warspite” odegrały niepoślednią rolę, była największym starciem na Morzu Śródziemnym w czasie II wojny światowej.
18 kwietnia „Warspite”, wraz z innymi okrętami Floty Śródziemnomorskiej, osłaniał przejście z Aleksandrii na Maltę szybkiego transportowca HMS „Breconshire” z zaopatrzeniem, a następnie konwoju powrotnego ME-7. 20 kwietnia ponownie opuścił bazę, płynąc w kierunku Trypolisu. Jako główny port przeładunkowy dla zaopatrzenia Afrika Korps, stał się on przedmiotem intensywnego bombardowania, przeprowadzonego następnego dnia siłami trzech pancerników i lekkiego krążownika, osłanianych przez dziewięć niszczycieli, oraz lotnictwa pokładowego z „Formidable”. W jego efekcie zostały zniszczone urządzenia i uszkodzone stojące w porcie statki, co uczyniło go na dłuższy czas niezdolnym do użytku. Od 5 do 11 maja „Warspite” wziął udział w kolejnej kombinowanej operacji konwojowej, o kryptonimie Tiger.
20 maja 1941 roku wojska niemieckie zaatakowały Kretę. Od początku walk „Warspite” brał czynny udział w operacjach Royal Navy na okalających wyspę wodach. 22 maja wczesnym popołudniem pancernik, wchodzący w skład zespołu kontradmirała Henry’ego B. Rawlingsa operującego w cieśninie Kithera, stał się celem ataku niemieckiego lotnictwa. Trzy myśliwce bombardujące Messerschmitt Bf 109 atakujące od strony dziobu zrzuciły każdy po jednej bombie przeciwpancernej o masie 250 kg. Dzięki błyskawicznemu zwrotowi w lewo dwie z nich chybiły, wybuchając w wodzie, trzecia zaś uderzyła w pokład dziobowy prawej burty, przebijając go i eksplodując na pokładzie bateryjnym. Siła wybuchu zniszczyła dwa działa kal. 152 mm w prawoburtowych kazamatach (trzecie i czwarte) i jedno ze zdwojonych dział przeciwlotniczych kal. 102 mm, spowodowała uszkodzenia konstrukcji kadłuba, wywołała pożar i zadymienie w kotłowni nr 3, która musiała być czasowo ewakuowana, oraz zabiła 38 i raniła dalszych 31 członków załogi okrętu. Pomimo uszkodzeń pancernik pozostał w składzie zespołu floty i powrócił do Aleksandrii dopiero 24 maja. Tam rozpoczęto przygotowania do rejsu przez Pacyfik, do Stanów Zjednoczonych, gdzie miał zostać poddany remontowi i modernizacji. Miesiąc później, podczas nocnego nalotu na Aleksandrię, „Warspite” został lekko uszkodzony bliskim wybuchem bomby, co spowodowało przyspieszenie terminu wypłynięcia. Okręt opuścił bazę Floty Śródziemnomorskiej już 25 czerwca i przez Kanał Sueski, Kolombo, Singapur, Manilę, Honolulu i Esquimalt dotarł 11 sierpnia do Puget Sound Naval Shipyard w Bremerton.

### 1942−1943: Ocean Indyjski

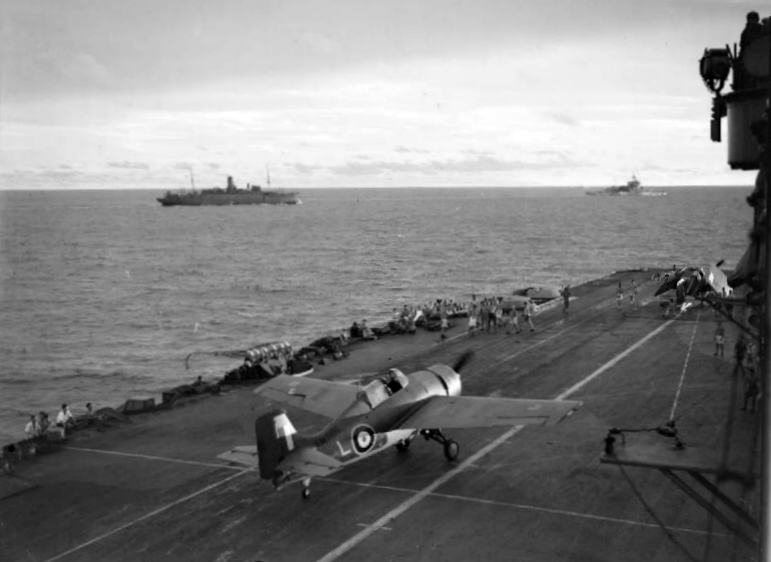
„Warspite” (z prawej) i krążownik pomocniczy „Alaunia” widziane z pokładu lotniskowca „Formidable” na Oceanie Indyjskim. Na pierwszym planie kołujący Grumman Martlet.

Remont i modyfikacja pancernika zakończyły się 28 grudnia 1941 roku. W tym czasie Stany Zjednoczone, po ataku na Pearl Harbor, dołączyły do grona aliantów. Po zakończeniu rejsów testowych u zachodnich wybrzeży Ameryki Północnej, w styczniu 1942 roku „Warspite” wyruszył w rejs przez Australię na Ocean Indyjski, gdzie miał dołączyć do odbudowywanej po klęsce pod Kuantanem i upadku Singapuru brytyjskiej Floty Wschodniej (Eastern Fleet). 22 marca dotarł na Cejlon i kilka dni później został okrętem flagowym admirała sir Jamesa Somerville'a (który był jego dowódcą pod koniec lat 20.). W pierwszych miesiącach 1942 roku Flota Wschodnia składała się z pięciu pancerników (poza „Warspite” czterech typu Revenge), dwóch nowoczesnych i jednego starego lotniskowca, siedmiu krążowników, szesnastu niszczycieli i siedmiu okrętów podwodnych.
W marcu 1942 roku, w ramach akcji „Tygodnia Okrętów” (Warship Week), okręt został „adoptowany” przez członków giełdy londyńskiej, którzy objęli swoisty patronat nad załogą na czas wojny.
Na początku kwietnia Japończycy przeprowadzili dwoma silnymi zespołami floty rajd na Ocean Indyjski. W tym czasie „Warspite”, wraz z lotniskowcami „Formidable” i „Indomitable” oraz eskortą lżejszych okrętów, jako tzw. Grupa Szybka, patrolował obszar na południe od Cejlonu. Potem zawinął, dla uzupełnienia zapasów wody, na atol Addu na Malediwach. W tym czasie japońskie samoloty pokładowe zbombardowały bazy na Cejlonie, a w ciągu całego rajdu zadały Brytyjczykom bardzo dotkliwe straty: zatopione zostały lotniskowiec „Hermes”, krążowniki ciężkie „Cornwall” i „Dorsetshire”, dwa niszczyciele i ponad 20 mniejszych jednostek i statków. Admirał Somerville usiłował odnaleźć siły japońskie, ale na jego szczęście (jego zespół był znacznie słabszy) do starcia nie doszło, a Japończycy opuścili region.
W obawie przed dalszymi atakami na Cejlon Flota Wschodnia została przebazowana do zatoki Kilindini w Kenii. Przed odpłynięciem „Warspite” przewiózł na swoim pokładzie z Bombaju do Kolombo marszałka Archibalda Wavella. Przez kolejne miesiące służba pancernika polegała na ochronie konwojów na Oceanie Indyjskim, w sierpniu wraz z pozostałymi jednostkami brytyjskimi powrócił na Cejlon, markując w drodze przygotowania do operacji desantowej na Andamanach, co miało zdezorientować Japończyków i odwrócić ich uwagę od amerykańskiego lądowania na Guadalcanalu. We wrześniu pancernik operował w rejonie Madagaskaru, między innymi 8 tego miesiąca osłaniał desant 29. Brygady Piechoty (operacja Stream). Pod koniec września przeszedł na remont do Durbanu, który zakończył się w grudniu. Po ponownym dołączeniu do Floty Wschodniej, w lutym 1943 roku osłaniał konwój o kryptonimie Pamphlet, wiozący żołnierzy australijskiej 9. Dywizji z Afryki Północnej do kraju. Było to już ostatnie poważniejsze zadanie „Warspite” na tym akwenie. W marcu opuścił Ocean Indyjski, kierując się na wody europejskie.

### 1943: Kolejny raz na Morzu Śródziemnym

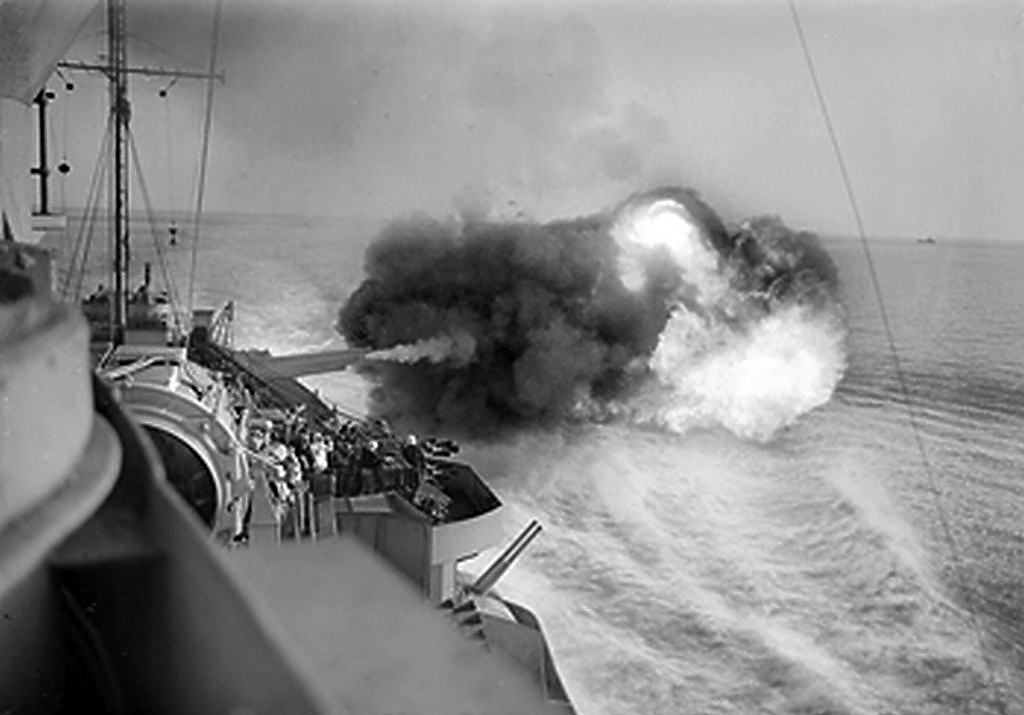
„Warspite” ostrzeliwujący niemieckie pozycje w Katanii, 17 lipca 1943

Przygotowania do inwazji na Sycylię rozpoczęły się wkrótce po podjęciu decyzji o jej przeprowadzeniu na konferencji w Casablance. Zorganizowanie zakrojonej na taką skalę operacji wymagało między innymi posiadania na Morzu Śródziemnym silnej floty, zdolnej nie tylko do wsparcia ogniowego lądujących oddziałów, ale również do zneutralizowania wciąż sprawnych okrętów Regia Marina. Ponieważ w tym czasie działalność operacyjna Floty Wschodniej na Oceanie Indyjskim była znacznie ograniczona, została ona natychmiast pozbawiona większości dużych jednostek, bardziej potrzebnych u wybrzeży Włoch. Tak właśnie postąpiono w przypadku „Warspite”, który po krótkim remoncie w Greenock, dostosowującym jego uzbrojenie i wyposażenie do specyficznych warunków śródziemnomorskiego teatru działań, został wraz z „Valiantem” skierowany do Gibraltaru i włączony do 1. Eskadry Pancerników stacjonujących tam sił „H” (Force H).
10 lipca, w dniu rozpoczęcia operacji Husky, „Warspite” wraz z pancernikami „Nelson”, „Rodney” i „Valiant” oraz lotniskowcami „Formidable” i „Illustrious” wchodził w skład eskadry wiceadmirała Algernona U. Willisa, osłaniającej siły desantowe na pozycji na wschód od Sycylii. Tydzień później otrzymał zadanie ostrzelania pozycji niemieckiej artylerii w rejonie Katanii. Jego załoga skutecznie wykonała rozkaz, ale podczas rejsu z Malty na pozycję u wybrzeża Sycylii po raz kolejny okręt miał problemy z urządzeniem sterowym.
2 września, w ramach operacji Baytown, „Warspite” ostrzeliwał włoskie baterie nadbrzeżne w Kalabrii, jako przygotowanie artyleryjskie dla lądujących oddziałów brytyjskiego XIII Korpusu. Potem powrócił na krótko na Maltę, by w nocy z 8 na 9 września uczestniczyć we wsparciu artyleryjskim głównej operacji desantowej na terytorium Włoch kontynentalnych: pod Salerno (Avalanche). Okręty brytyjskie stały się celem ataku samolotów torpedowych, ale wszystkie zrzucone torpedy zostały wymanewrowane, chociaż co najmniej jedna przeszła bardzo blisko kadłuba pancernika. Po południu został, wraz z „Valiantem”, wysłany na spotkanie poddających się aliantom, na mocy zawieszenia broni ogłoszonego 8 września, okrętów Regia Marina i 10 września przeprowadził je do La Valetty. Następnie powrócił na pozycję pod Salerno, kontynuując wsparcie oddziałów brytyjskich. 12 września wypłynął na spotkanie kolejnej grupy poddających się okrętów włoskich, z pancernikiem „Giulio Cesare”, z którym starł się w 1940 roku w bitwie koło przylądka Stilo.

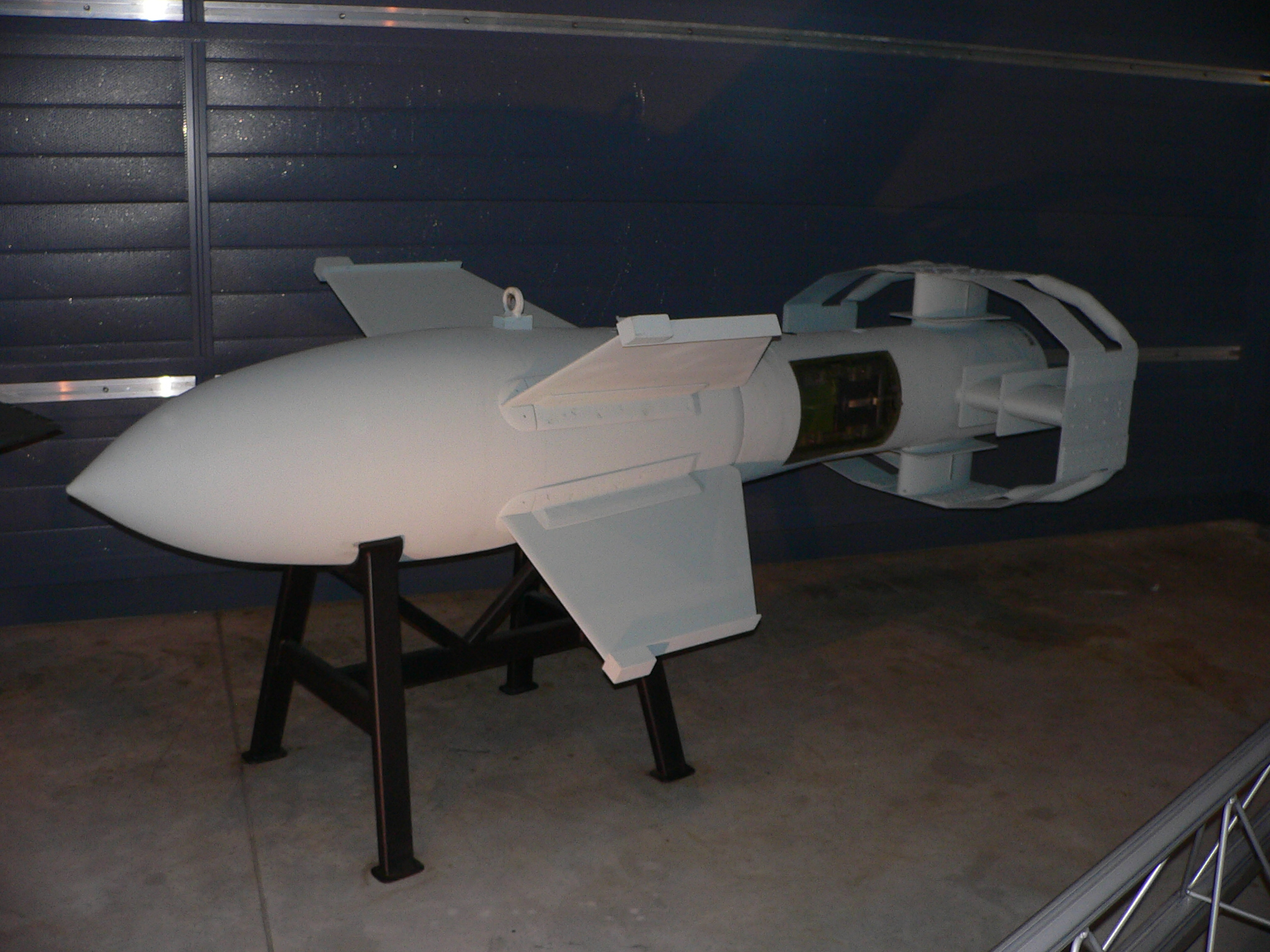
Bomba kierowana Fritz X

14 września „Warspite”, „Valiant” i lotniskowiec „Illustrious” otrzymały rozkaz wypłynięcia w kierunku Gibraltaru i udania się do Wielkiej Brytanii. Jednak bardzo zła sytuacja desantowanych oddziałów, cofających się w wyniku niemieckiego kontrataku, spowodowała zmianę planów dowództwa. Okręty zawróciły i 15 września dotarły pod Salerno, gdzie natychmiast rozpoczęły bombardowanie pozycji przeciwnika. Wsparcie artyleryjskie było kontynuowane następnego dnia. Wczesnym popołudniem pancernik został zaatakowany przez grupę myśliwców bombardujących Focke-Wulf Fw 190, które co prawda nie odniosły sukcesu, ale odciągnęły uwagę obserwatorów i artylerzystów od przeprowadzonego równocześnie nalotu trzech bombowców Dornier Do 217 z bombami kierowanymi Fritz X (FX-1400). Pierwsza z nich uderzyła w pokład łodziowy, przeniknęła przez kolejne pokłady pancerne i kotłownie nr 4, wybuchając w podwójnym dnie. Dwie pozostałe chybiły, wybuchając w wodzie, jedna w bezpośrednim sąsiedztwie kadłuba. Uszkodzenia okrętu były bardzo poważne: zniszczony został całkowicie jeden z kotłów, w poszyciu wyrwana dziura o rozmiarach 6 na 2-4 m, przez którą do wnętrza wlało się około 5000 ton wody, przez podziurawione odłamkami grodzie zalane zostały pozostałe kotłownie (z wyjątkiem jednej) i jeden z przedziałów maszynowni, wiele mechanizmów okrętowych, w tym wieża artyleryjska „X”, zostało bądź uszkodzonych bądź zalanych. Zginęło 9 marynarzy, rannych zostało dalszych 14. Zanurzenie dziobu pancernika zwiększyło się o około 1,5 m, przechył na uszkodzoną prawą burtę wynosił 4°. Korzystając z pary dostarczanej przez jedyny ocalały kocioł pancernik odszedł nieco w morze, by wkrótce całkowicie znieruchomieć. Został wzięty na hol przez amerykański holownik „Hopi”, do którego wkrótce dołączył drugi, „Moreno” (a w dalszej drodze kolejne) i w osłonie krążownika przeciwlotniczego „Delhi” oraz kilku niszczycieli (w tym ORP „Ślązak”) został rankiem 19 września doholowany na Maltę. Po prowizorycznych naprawach został przeholowany do Gibraltaru, gdzie go zadokowano i wykonano niezbędny remont. Następnie pancernik, już o siłach własnych maszyn, przepłynął w marcu 1944 roku do Wielkiej Brytanii, gdzie dokończono napraw i przygotowano okręt do udziału w kolejnej kampanii, u brzegów Francji.

### 1944: Ostatnie zadania

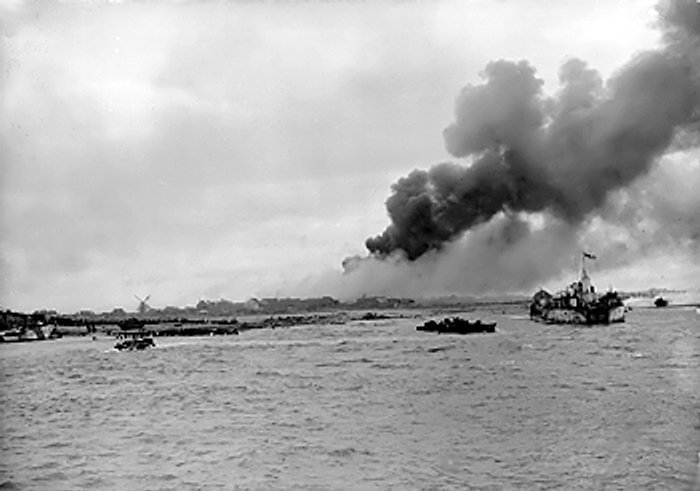
Lądowanie komandosów Royal Marines na Walcheren, 1 listopada 1944

Po zakończeniu remontu, chociaż z niesprawną wieżą „X” (która była wyłączona z użytku już do końca służby pancernika), „Warspite” od kwietnia 1944 roku wziął udział w przygotowaniach do operacji Overlord. Włączono go do Zespołu Wsparcia Ogniowego „S” (Bombardement Force S), w skład którego wchodziły również polskie okręty ORP „Dragon” oraz „Ślązak”. Zespół ten 6 czerwca miał przydzielone cele w rejonie plaży Sword. „Warspite” otworzył ogień o godzinie 5.30, ostrzeliwując baterię nadbrzeżną w Benerville-sur-Mer. Następnie prowadził ostrzał pozycji niemieckich w Villerville i Trouville-sur-Mer, korzystając z korygowania ognia przez samoloty Supermarine Seafire z FAA. Zespół brytyjski stał się celem ataku czterech okrętów niemieckiej 5. Flotylli Torpedowców z Hawru. Jedna z wystrzelonych torped zatopiła norweski niszczyciel „Svenner”, inna przeszła niebezpiecznie blisko „Warspite”.
Następnego dnia pancernik wciąż prowadził ostrzał w tym samym rejonie, przed wieczorem odpłynął uzupełnić amunicję w Portsmouth. 9 czerwca wspierał Amerykanów na plażach Omaha i Utah, zaś 11 wojska brytyjskie na plaży Gold. Następnego dnia popłynął do Rosyth na wymianę zużytych luf artylerii głównej, będąc podczas przejścia przez Cieśninę Kaletańską ostrzeliwanym niecelnie przez niemiecką artylerię. 13 czerwca rano, gdy okręt znajdował się w odległości 28 mil morskich na wschód od Harwich, pod jego kadłubem, przy lewej burcie na wysokości wieży „Y”, eksplodowała mina denna (magnetyczna lub hydrostatyczna). Wybuch spowodował poważne uszkodzenia dna kadłuba, urządzeń napędowych (obydwa wały lewej burty zostały zaklinowane) i steru. Pancernik dotarł o własnych siłach do Rosyth, gdzie przeprowadzono pospieszny remont. Po jego ukończeniu w połowie sierpnia „Warspite” mógł osiągać maksymalną prędkość 15,5 węzła, mając niesprawny jeden z kotłów i zablokowany na stałe jeden z wałów napędowych (zewnętrzny lewej burty). Dwa wewnętrzne wały napędowe zostały prowizorycznie doprowadzone do stanu używalności.
Ponieważ Royal Navy stale odczuwała brak okrętów mogących skutecznie ostrzeliwać wybrzeże, pancernik powrócił do akcji 26 sierpnia 1944 roku, ostrzeliwując cele w rejonie Brestu. W pierwszych dniach września operował w okolicach Hawru. Przez następny miesiąc wciąż pozostawał u wybrzeży Normandii, ostrzeliwując cele brzegowe. Ostatnią akcją bojową „Warspite” była operacja Infatuate, zajęcie holenderskiej wyspy Walcheren u ujścia Skaldy od 1 do 8 listopada 1944 roku. Po ustaniu walk na wyspie został wycofany z aktywnej służby i odstawiony do czasu podjęcia decyzji o jego dalszym losie.

## Koniec służby

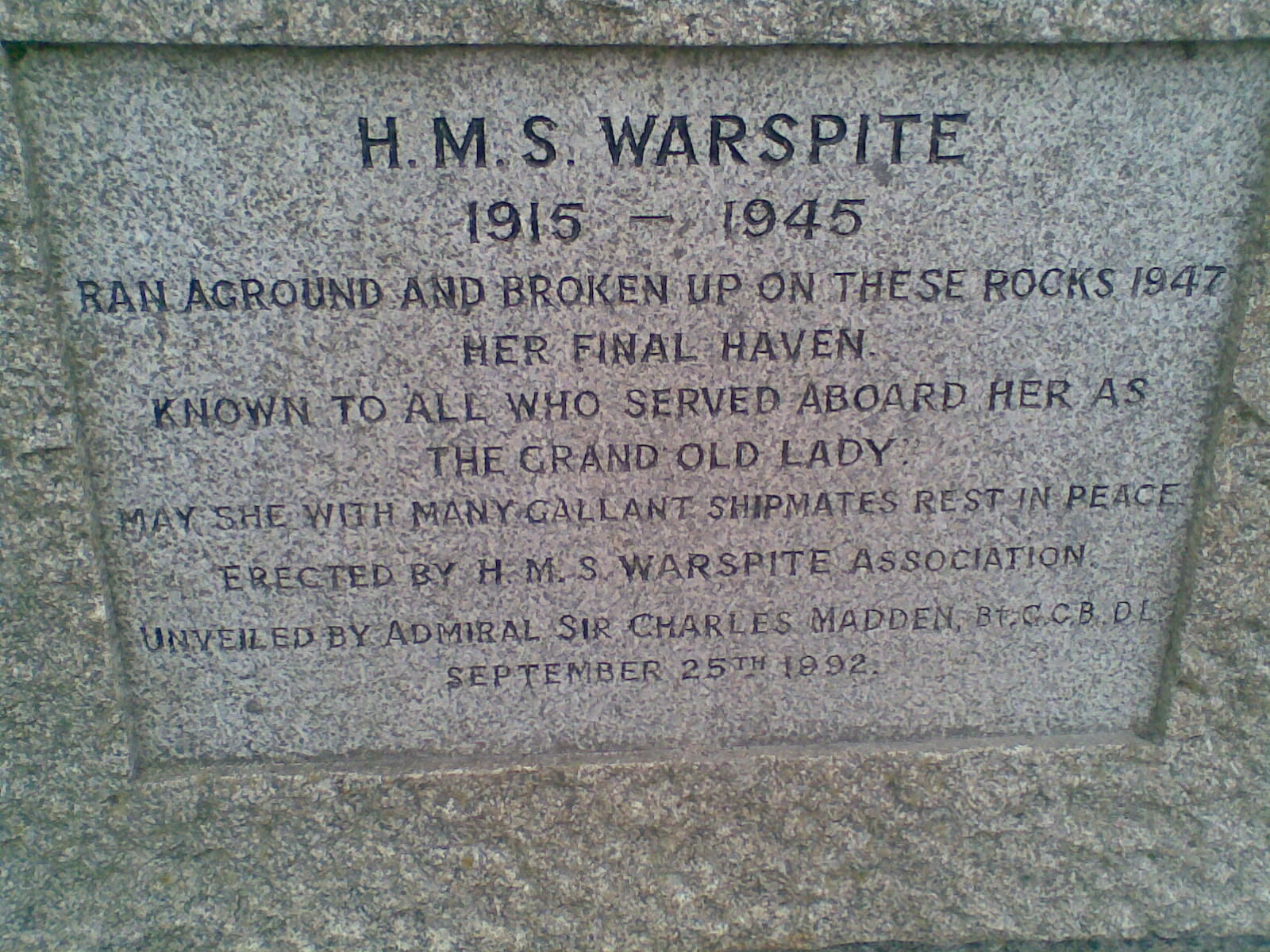
Pomnik upamiętniający „Warspite” w pobliżu Marazion w Kornwalii

1 lutego 1945 roku „Warspite” został odstawiony do rezerwy (Reserve Category C). Próby ocalenia pancernika w roli okrętu–muzeum, podejmowane tuż po zakończeniu wojny, nie zyskały poparcia rządu brytyjskiego i 31 lipca 1946 roku okręt trafił na listę jednostek przeznaczonych do zezłomowania. Sprzedany British Iron & Steel Co. (BISCO), został przekazany do rozbiórki firmie Metal Industries Ltd. w Faslane w Szkocji. Holowany z Portsmouth do stoczni złomowej, 23 kwietnia 1947 roku zerwał się z holu i zdryfował na mieliznę w pobliżu Prussia Cove w Kornwalii. W sierpniu 1948 roku wrak został zakupiony przez bristolską firmę Bennet & Brevis, która przeprowadziła go na płyciznę w pobliżu miejscowości Marazion i tam rozebrała do 1955 roku. Ostatnie resztki kadłuba przetrwały do 1956 roku, kiedy zostały ostatecznie złomowane.
W trakcie swej służby w Royal Navy „Warspite” został uhonorowany aż 14 odznaczeniami bitewnymi (Battle Honours): bitwa jutlandzka 1916, bitwa pod Narwikiem 1940, kampania norweska 1940, Kalabria 1940, walki na Morzu Śródziemnym 1940−1943, bitwa koło przylądka Matapan 1941, bitwa o Kretę 1941, konwoje maltańskie 1941, lądowanie na Sycylii 1943, lądowanie pod Salerno 1943, lądowanie w Normandii 1944, Walcheren 1944, La Manche 1944, Zatoka Biskajska 1944. Działania okrętu i jego załogi były docenione przez dowódców wojskowych, zarówno brytyjskich, jak i sojuszniczych. Znany i lubiany we flocie pancernik otrzymał przydomek „Starej Damy” (The Grand Old Lady).